# Pileolariaceae
De Pileolariaceae zijn een familie van schimmels, die behoren tot de roesten. Het typegeslacht is Pileolaria.

## Geslachten
Tot de Pileolariaceae behoren onder andere de volgende vijf geslachten:
- Atelocauda
- Macalpinia
- Pileolaria
- Skierka
- Uromycladium